# Жигмонд Ракоці
Жигмонд Ракоці (угор. Rákóczi Zsigmond, 1544 — 5 грудня 1608) — великий  князь Трансильванії в 1607—1608 роках (як Жигмонд II). Перший представник роду Ракоці на троні Трансильванії.

## Життєпис

### Молоді роки
Походив з угорського провінційного шляхетського роду Ракоці. Син Яноша Ракоці, ал-ішпана (заступника ішпана) комітата Земплін, та Сари Неметі. Народився 1544 року в Фельшвадаці. Перша письмова згадка про нього відноситься до 1550 року. Навчався у лютеранських школах Трансильванії. Після смерті батька у 1561 році вступив на військову службу.
Спочатку був носієм меча заможного шляхтича Габора Перені. Потім перебував у війську австрійського генерала Лазаря фон Швенді, командуючого у Верхій Угорщині. У 1565 році брав участь у війні проти східноугорського короля Яноша II Жигмонда. У 1567 році після смерті Перені перейшов до залоги Егеру.

### Кар'єра в Угорщині
У 1571 році після смерті Яноша II Жигмонда підтримував Каспара Бекеша в боротьбі за Трансильванію. Після 1573 року долучився до командування фортецю шендрьо, де до 1577 року брав участь у бойових діях проти османських військ. За свою службу отримав маєтності Фельсленке і Сайошенткіралі.
1580 року заснував місто Серенч, який став центром виробництва вина, оскільки входив до Токайського виноробного району. Завдяки цьому фінансовий стан Ракоці значно поліпшився. 1582 року імператор Рудольф II доручив Жигмонду Ракоці збір 2-місячного надзвичайного податку в комітаті Гьомьор, а 1584 року — в комітаті Боршод. 1585 року стає капітаном залоги Шендрьо. В цей час Ракоці перейшов з лютеранства до кальвінізму. 1587 року стає опікуном синів магната Андраша Магочі. Того ж року одружився з удовою останнього. Водночас як пікун перебрав керування маєтностями в Турнському, Березькому і Спиському комітатах.
1588 року обирається представником шляхти до державної асамблеї (сейму) Королівства Угорщина й ішпаном комітатів Боршов і Гевеш. Того ж року призначається капітоном важливої фортеці Егер. Наприкінці року отримав від імператора титул барона. На цій посаді до 1590 року зміг зміцнити фортецю, збільшити залогу, поліпшити економічне становище навколишніх сіл. Водночас у 1588 році завдав поразки османським беям біля Шольноку і Шикшьо.
1591 році пішов з посади капітана Егеру. Того ж року помирає його дружина, але він зберіг опіку на пасорбками, продовживши керувати їх маєтностями. У 1592 році одружився з представницею шляхетського роду Геренді. 1593 року Ракоці призначено стягувати надзвичайний податок у Верхній Угорщині для війни проти Османської імперії. Того ж року брав участь у війні проти османів, звитяживши в битві при Ромгані та захоплені фортеці Фюлек. 1594 року брав участь у битві під Турою. 1595 року призначено членом королівської ради. Того ж року померла його друга дружина. 1596 року одружився втретє. Завдяки цьому взяв під владу маєтності в Ешені й Парно. Того ж року успішно діяв проти османів під орудою Максиміліана Австрійського. Останній 1597 року надав Ракоці вдосконалений герб: щит зображував орла (замість колишнього ворона Ракоці) і доповнював традиційне колесо горою з трьома верхівками.
1598 року призначено командуючим угорських військ у Верхій Угорщині. Тут увійшов у конфлікт з головнокомандуючим усіх військ Верхньої Угорщини Джорджо Бастою. Втім Ракоці все ж надав кошти Басті для кампанії до Трансильванії. 1599 року він заклав замок Тарцаль в районі Токаю. 1601 року купив за 80 тис. флоринів у Януша Острозького маєток Маковиця в Шароському комітаті. Завдяки цьому через Маковицю Ракоці зміг відправляти своє вино до Речі Посполитої не сплачуючи мит до королівської скарбниці.
1602 році пасорбок Ференц Магочі став вимагати повернення батьківських володінь, також брат імператора Матвій планував захопити частину маєтностей Ракоці. Проти нього подав до суду Януш Острозький через начебто невиконання угоди купівлі-продажу Маковиці. 1603 року задля заспокоєння Ференца Магочі обіцяв йомупередати замок Мункаш, два села й 30 тис. флоринів, але не виконав цього.

### Дії в Трансильванії
1604 року проти імператора почав повстання Іштван Бочкай. Спочатку Ракоці вів з ним перемовини, намагаючись замирити з Рудольфом II. Втім у 1605 році після Бочкаї підтримав його остаточно. В замку Ракоці Іштвана Бочкаї було оголошено князем Трансильванії. Жигмонд Ракоці намагався набути якомога більше прихильників серед угорської знаті для Бочкаї.
Невдовзі призначено воєводою Трансильванії. На цій посаді не допустив вторгнення кримських татар до Трансильванії. Водночас сприяв визнанню влади Бочкаї у всій Трансильванії. Також придушив заворушення серед секеїв.
1606 року помер Іштван Бочкаї. Його офіційний спадкоємець Балінт Другет не зміг зайняти трон через спротив державних зборів Трансильванії. 1607 року сейм Трансильванії знову визнав Ракоці воєводою. Претензії на князівський титул висунув Габор Баторі. Проте сейм в Коложварі 12 лютого 1607 року оголосив Жигмонда Ракоці князем Трансильванії. Це обрання визнала Османська імперія.

### Володар Трансильванії
Становище нового князя було непевним. Існувала внутрішня загроза з боку Габор Баторі. Крім того, Ракоці був хворий на подагру. Імператор Рудольф II не визнав Жигмонда князем, підтримавши Балінта Другета. Проте останній невдовзі замирився з Ракоці. Тоді імператор став планувати відновлення на трансильванському троні Жигмонда Баторі, але той відмовився.
Водночас піднялося повстання гайдуків, що не отримали зарплати. Габор Баторі вирішив використати невдоволення католиків вигнанням єзуїтів у 1607 році, сподіваючись отримати підтримку імператора в обмін на посилення католицтва в Трансильванії. Будійський паша Алі планував посадити на трон Трансильванії Другета. Втім у 1608 році Габор Батоір отримав підтримку гайдуків і швидко став просуватися Трансильванією. Жигмонд Ракоці, не бажаючи внутрішньої війни, 5 березня 1608 року в Коложварі зрікся влади на користь Габора Баторі.
Після цього перебрався до Верхньої Угорщини, над якою сподівався отримати головнокомандування. Проте в цей час владу перебрав Матвій Габсбург. Ракоці планував вирушити до нього з клопотанням, але помер в грудні 1608 року.

## Меценатство
Власним коштом фінансував переклад угорською мовою «Біблії» (став першим таким перекладом). Його здійснив кальвіністський пастор Каспар Каролі у 1589—1590 роках. Він також фінансував освіту юнаків у університетах Гейдельберга та Віттенберга.

## Родина
1. Дружина — Юдит, донька Яноша Алагі, володаря Регечі.
Діти:
- Ержебет (1588—1604), дружина Балінти Другета

2. Дружина — Анна, донька Яноша Геренді.
Діти:
- Дйордь (1593—1648), князь Трансильванії в 1630—1648 роках
- Жигмонд (1595—1620)
- Пал (1596—1636), королівський суддя

3. Дружина — Барбара (Борбала) Телегді.
Дітей не було.